# Wschodoznawstwo
Wschodoznawstwo – interdyscyplinarny kierunek naukowy traktujący o terytorium państw byłego ZSRR.
Wschodoznawstwo łączy elementy nauki o stosunkach międzynarodowych, politologii, historii, ekonomii, kulturoznawstwa i filologii.
Dawniej (do 1939) pod pojęciem wschodoznawstwa rozumiano orientalistykę.
Jest kierunkiem studiów na uniwersytecie im. Adama Mickiewicza w Poznaniu na Wydziale Historii (daw. Wydziale Historycznym w Instytucie Wschodnim).